# 요한나 반 고흐-봉허

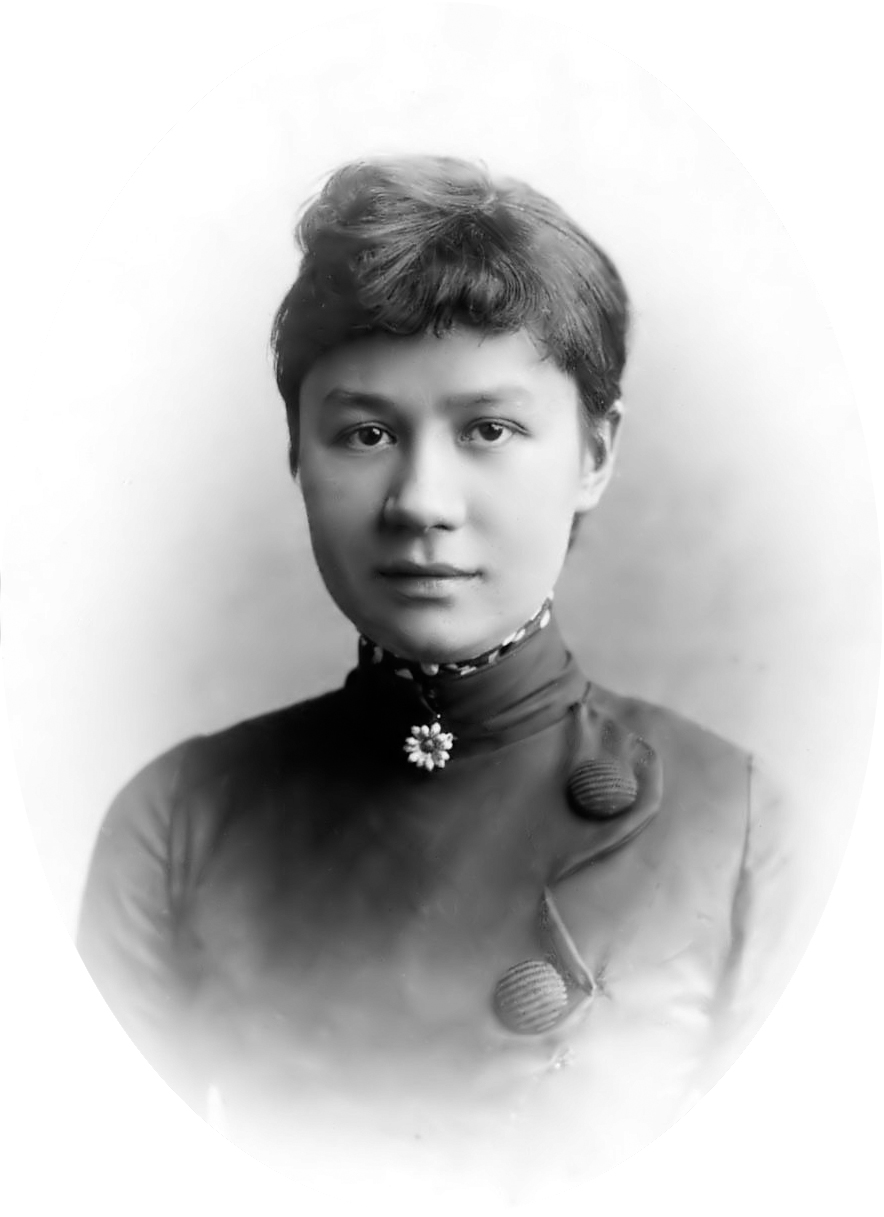
요한나 반 고흐-봉허 (1889년)

요한나 헤지나 반 고흐-봉허(네덜란드어: Johanna Gezina van Gogh-Bonger, 1862년 10월 4일 ~ 1925년 9월 2일)는 네덜란드의 여성으로 빈센트 반 고흐의 미술 작품과 편지를 관리하고 빈센트 반 고흐와 테오 반 고흐 형제 간에 주고 받은 편지를 번역·출판한 작가였으며, "요"라는 애칭으로 불렸다. 화가 빈센트 반 고흐(Vincent Willem van Gogh, 1853~1890. “빈센트”)가 그녀의 시숙(媤叔)이다. 빈센트 반 고흐의 그림과 편지를 간직하고 있다가 평생토록 반 고흐 형제의 예술혼을 세상에 널리 알리는 일에 힘썼다.

## 반 고흐를 위한 삶

### 결혼 전후
요한나는 네덜란드 암스테르담의 중산층 가정에서 아홉이나 되는 많은 형제들 속에서 자랐다. 학교 졸업 후 교사 자격을 얻고 여학교에서 영어 교사를 하던 중 유명 화상에서 일하는 오빠의 친구 테오 반 고흐(Theodorus van Gogh, 1857~1891, “테오”)를 소개받았다. 첫눈에 그녀에게 반한 테오는 다짜고짜 사랑을 고백하고 편지 공세를 펴서 2년에 걸쳐 70통의 편지를 교환한 끝에 요한나와 1889년 암스테르담에서 결혼식을 올렸다.
그 이듬해 큰아버지의 이름을 그대로 받은 아들 빈센트 반 고흐가 태어났고, 이를 기뻐한 화가 빈센트가 〈아몬드꽃〉을 그려 동생 부부에게 선물로 주었다.
1890년 초 생레미 정신병원에서 퇴원한 빈센트는 테오가 주선해준 대로 아를을 떠나 예술가들이 모여 사는 파리 근교의 오베르쉬르우아즈로 거처를 옮겼다. 그리고 파리에 살고 있는 테오 부부가 빈센트의 뒤를 돌봐주었다. 그런데 1890년 7월 빈센트가 들판에서 그림을 그리던 중 권총 자살을 시도했다는 소식을 듣고 테오가 오베르로 달려갔다. 빈센트는 결국 그 다음날 테오의 품에 안겨 숨을 거두고 말았다.
우울증과 죄책감으로 테오 역시 시름시름 앓다가 1891년 1월 34세의 젊은 나이로 세상을 떠났다. 아직 서른살도 안된, 갓난아이가 딸린 요한나는 절망적인 슬픔에 굴하지 않고 무명의 현대화가들을 일반에 소개하기에 힘썼던 남편 테오가 하던 일을 계승하기로 마음먹었다.

### 반 고흐 작품의 수습과 홍보 노력
사람들이 파리 아파트에 가득 차 있는 반 고흐의 그림부터 처분하라고 말했지만 요한나는 수백 점의 유화와 드로잉을 하나도 빠짐없이 수습했다. 또한 남편이 형과 주고받은 편지도 찾아서 모아 두었다. 그리고 이삿짐을 꾸려 고향인 네덜란드로 돌아갔다.
요한나는 암스테르담 동쪽 교외에 있는 부숨에서 하숙집을 차렸다. 무명이나 다름없는 빈센트의 작품을 널리 알리고 그 가치를 인정받기 위해서는 예술가와 비평가들이 모여 사는 동네에 살면서 그들의 이해를 구할 필요가 있었기 때문이다. 자연히 고흐의 그림이 걸려 있는 요한나의 하숙집은 지식인과 예술가들의 집합소가 되었다.
요한나는 반 고흐를 기리는 작업에 본격 착수하는 한편 그 내용을 일기에 자세히 기록했다. 그녀가 외아들에게 아빠와 삼촌이 아주 훌륭한 일을 했고 엄마는 그 중요한 일을 이어받아 하고 있음을 전해주기 위함이었다.
요한나는 1900년까지 네덜란드 전역에서 일부 평단의 빈축을 사기도 했으나 수십 회의 반 고흐 회고전을 열어 그를 알렸고 독일, 프랑스의 유수 화상들과 접촉해 고율의 커미션을 제시해 가면서 전 세계 미술관과 개인 컬렉터들에게 작품을 팔았다.

### 재혼 후의 활동
빈센트 반 고흐 사후 약 10년간의 노력이 결실을 보던 1901년 요한나는 화가인 요한 호스할크(Johan Cohen Gosschalk, 1873~1912)와 재혼하였다. 요한나는 1905년 스테델레이크 미술관(Stedelijk Museum, 지금은 현대미술작품을 주로 전시)을 빌려 반 고흐 회고전을 크게 열었다.
그와 아울러 빈센트와 테오가 주고받았던 700통 가까운 편지를 정리해 1914년 화란어와 독일어로 《형에게 보내는 편지》를 출간했다. 그리고 1914년에는 유트레히트에 있던 테오의 묘를 오베르쉬르우아즈에 있는 형 빈센트의 묘지 옆으로 옮겼다. 형제의 남다른 우애에 감동 받은 사람들이 반 고흐를 가슴 깊이 받아들이게 만들었다.
요한나는 반 고흐 사후 30여 년간 1924년 런던 내셔널 갤러리에 판매한 〈해바라기〉를 비롯해 190점의 작품과 55점의 드로잉을 중요 미술관이나 영향력 있는 개인 소장가들에게 팔아 그 가치를 높였다.
1915~1919년간에는 미국으로 건너가 반 고흐의 서간집을 영어로 번역 출간하는 일을 도맡아 했다. 요한나는 죽음에 임박해서도 빈센트의 나머지 편지를 영역하는 작업에 매달려 있었다.

## 반 고흐 작품의 일반 공개
1925년 요한나가 세상을 떠난 후에는 아들 빈센트(Vincent Willem van Gogh, 1890–1978)가 그 사업을 이어받았다. 빈센트는 1930년 요한나로부터 상속받은 모든 작품을 스테델레이크 미술관에 기탁했다. 반 고흐의 명성이 계속 높아가자 미술관 건립 운동이 전개되었으며, 1962년 네덜란드 정부는 미술관 건립을 약속했다.
빈센트는 모든 작품을 정부 주도로 설립된 ‘반 고흐 재단’에 양도하고, 반 고흐 재단은 컬렉션을 반 고흐 미술관에 영구임대하는 형식을 취하기로 했다. 마침내 암스테르담의 국립박물관 앞에 네덜란드의 건축가가 설계한 반 고흐 전문 미술관이 세워지고 1973년 정식 개관하였다.